# Jaldabaoth
Jaldabaoth is in sommige stromingen van de gnostiek de schepper van de materiële wereld en daarmee gelijk aan de Bijbelse JHWH. In het platonisme wordt hij ook wel Demiurg genoemd. Jaldabaoth betekent 'kind, kom!' in een bepaalde Semitische taal. Jaldabaoth is het androgyne kind van de vrouwelijke eon Sofia (Wijsheid). Omdat hij denkt dat hij alleen is roept zij Jaldabaoth, waarmee ze hem die naam geeft. Als Jaldabaoth dan niet antwoordt, noemt zij hem 'Samaël', wat in het jodendom de Engel des Doods is, in het christendom Satan zelf en betekent 'blinde god'. Andere namen zijn Saklas en Ariël.
Jaldabaoth heeft "scheppende" (in de zin van: vormende) krachten: hij kan uitvloeisels van zichzelf maken (uiteindelijk is in de gnostiek álles een uitvloeisel van één wezen: de Grote Geest of Onze Vader) en hij kan materie emaneren. Hij heeft dan ook, samen met zijn uitvloeisels, de aarde geschapen en ons lichaam, maar onze geest is ons ingeblazen door zijn moeder, Sofia (Achamoth).